# Tapora
Tapora é uma localidade na Península de Okahukura, que fica no lado leste do Porto de Kaipara, na Nova Zelândia. Faz parte do Distrito Rodney. Wellsford fica a leste.